# Mecklenburgische XXI
Die Tenderlokomotiven der Gattung XXI wurden ab 1907 von der Großherzoglich Mecklenburgischen Friedrich-Franz-Eisenbahn beschafft. Diese ab 1910 als Gattung T 4 bezeichneten Maschinen waren eine der wenigen Eigenentwicklungen der mecklenburgischen Eisenbahnen. Alle 50 Lokomotiven wurden 1925 von der Deutschen Reichsbahn als Baureihe 91.19 in ihren Nummernplan eingeordnet. Weitere sechs weitgehend baugleiche Lokomotiven wurden durch die Leitung der Kleinbahnen der Provinz Sachsen 1919/1920 erworben. Diese Lokomotiven wurden durch die Deutsche Reichsbahn ab 1949 als 91 6401 bis 6404 bezeichnet. Bis 1970 wurden alle Lokomotiven ausgemustert. Es blieb kein Exemplar erhalten.

## Geschichte
Die Friedrich-Franz-Eisenbahn benötigte Anfang des 20. Jahrhunderts eine leistungsfähige Tenderlokomotive für die Nebenbahnstrecken. Diese sollte vor allem die älteren zweifach- und dreifachgekuppelten Lokomotiven der Gattungen T 0, T 1, T 2 und T 3 ablösen. Die Lokomotiven der preußischen Gattungen T 9.2 und T 9.3 waren jedoch für den geplanten Einsatz zu schwer. Aus diesem Grunde beauftragte die Friedrich-Franz-Eisenbahn Henschel & Sohn in Kassel mit einer an diesen Lokomotiven angelehnte Konstruktion, jedoch mit der Vorgabe einer Radsatzfahrmasse von 12 Tonnen. Die Maschinen sollten einen 800 t schweren Zug in der Ebene mit 45 km/h und einen 380 t schweren Zug auf einer Steigung mit 10 ‰ mit 20 km/h befördern können. Henschel lieferte die ersten Lokomotiven 1907 aus. Bis 1922 wurden jährlich mehrere Lokomotiven geliefert, bis ein Bestand von 50 Exemplaren erreicht war. Neben Henschel lieferte Orenstein & Koppel 13 Lokomotiven. Aufgrund unterschiedlich großer Wasserkästen bei einzelnen Lieferserien variierte auch die Radsatzmasse zwischen 11 und 13 Tonnen. 
Von der Deutschen Reichsbahn wurden alle Lokomotiven übernommen. Eine erste Ausmusterungswelle erfolgte 1933/1934. Dabei wurden elf Maschinen aus dem aktiven Betriebsdienst entfernt. 1935 wurde eine dieser Lokomotiven an die Wilstedt-Zeven-Tostedter Eisenbahn und eine zweite an die Kleinbahn Bad Zwischenahn–Edewechterdamm verkauft. Bis zum Ende des Zweiten Weltkrieges waren die Reichsbahn-Maschinen im Bereich der Direktion Schwerin sowie bei den Bahnbetriebswerken Perleberg, Pritzwalk und Wittstock stationiert.
Nach 1945 waren vier Lokomotiven im Bw Heiligenhafen der Westzone stationiert. Diese Loks wurden 1949/1950 ausgemustert und als Werkloks an Ausbesserungswerke abgegeben. Zwei Lokomotiven waren in Polen verblieben und erhielten dort die Bezeichnungen TKi 100-1 und TKi 100-3. Von den in der Ostzone verbliebenen Lokomotiven mussten 1946/1947 16 Lokomotiven an die Sowjetunion abgegeben werden. Dort erhielten sie die Bezeichnung ТТ. Bei der Reichsbahn waren die Lokomotiven überwiegend im Bereich der Bahnbetriebswerke Wittenberge und Perleberg im Einsatz. Einzelne Lokomotiven verschlug es bis nach Sachsen, wo sie unter anderem im Bereich Döbeln, Mittweida sowie auf der Schlematalbahn im Einsatz waren. Von den bei der Reichsbahn in der DDR verbliebenen 16 Lokomotiven waren noch vier Lokomotiven zur Umzeichnung auf EDV-Nummern vorgesehen. Sie wurden jedoch alle bis April 1970 ausgemustert.
Die Kleinbahnabteilung des Provinzialverbandes Sachsen beschaffte für drei der von ihr verwaltete Bahnen 1919/1920 sechs Lokomotiven dieses Typs. Die von Henschel gefertigten Lokomotiven waren etwas schwerer ausgelegt, entsprachen aber im Übrigen der mecklenburgischen Konstruktion. Zwei Lokomotiven erhielt die Kleinbahn-AG in Genthin, die die Betriebsnummern 10 und 11 bekamen. Sie wurden bereits 1921 an die Eisenbahn Altona-Kaltenkirchen-Neumünster abgegeben. Zwei Lokomotiven kamen jeweils zur Gardelegen-Haldensleben-Weferlinger Eisenbahn und zur Salzwedeler Kleinbahn. Sie erhielten die Betriebsnummern 351 bis 354. Mit der Übernahme der Betriebsführung der Privatbahnen durch die Deutsche Reichsbahn 1949 wurden die Lokomotiven in 91 6401 bis 6404 umgezeichnet. Bis zu ihrer Ausmusterung 1964 wurden sie von den Bahnbetriebswerken Stendal und Salzwedel aus eingesetzt.

## Konstruktive Merkmale

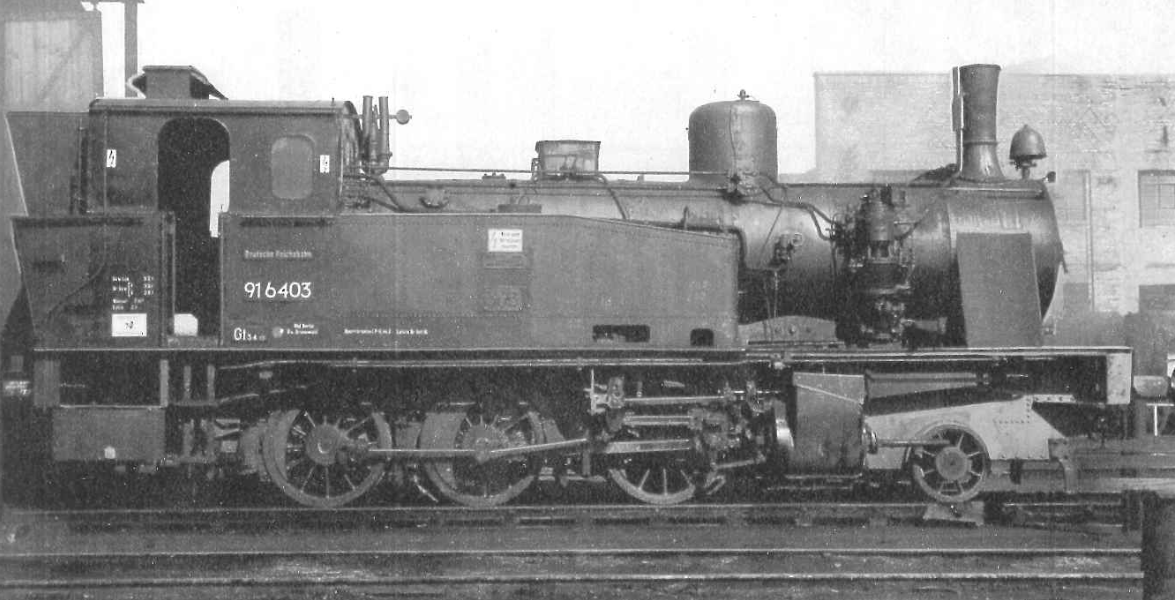
91 6403 aus der Zeit bei der Deutschen Reichsbahn

Die Lokomotiven verfügten über einen innenliegenden Blechrahmen.
Der genietete Kessel bestand aus zwei Schüssen. Der Dampfdom saß auf dem ersten Kesselschuss. Die Feuerbüchse und die Stehbolzen sind aus Kupfer. Das Ramsbottom-Sicherheitsventil sitzt vor dem Führerhaus.
Das außenliegende waagerecht angeordnete Zweizylinder-Nassdampftriebwerk arbeitete auf den mittleren Treibradsatz. Die außenliegende Heusinger-Steuerung besaß Hängeeisen. Die Nachbauten des Provinzialverbandes Sachsen hatten statt eines zweischienig geführten Kreuzkopfes einen einschienig geführten sowie eine vordere Kolbenstangenführung.
Das Fahrwerk ist an vier Punkten abgestützt. Die Blattfedern des Laufradsatzes und der ersten Kuppelachse liegen auf der Höhe des Umlaufes und sind durch einen großen Ausgleichshebel verbunden. Die beiden hinteren Achsen haben unterhalb des Achslager liegende Blattfedern die ebenfalls mittels Ausgleichshebel verbunden sind. Der Laufradsatz und der erste Kuppelradsatz bilden ein Krauss-Helmholtz-Lenkgestell mit einer Seitenverschiebbarkeit von jeweils 22 mm. Die Nachbauten verfügten über eine Seitenverschiebbarkeit von 26 mm.
Die Lokomotiven verfügten über eine Knorr-Druckluftbremse mit Zusatzbremse und eine Extersche Wurfhebelbremse. Die Druckluftbremse wirkte auf den zweiten und dritten Kuppelradsatz von vorn. Bei den Nachbauten wurden alle Kuppelradsätze gebremst. Der Sandkasten saß auf dem hinteren Kesselschuss und sandete den vorderen Kuppelradsatz bei Vorwärts- und den mittleren Kuppelradsatz bei Rückwärtsfahrt.
Die Wasservorräte befanden sich in genieteten Wasserkästen an den beiden Kesselseiten, sie reichten bis auf die Höhe des Sandkastens. Bei den Nachbauten waren die Wasserkästen bis auf Höhe des Dampfdoms verlängert. Die Kohlevorräte waren hinter dem Führerhaus untergebracht.

## Technische Daten
| Nummerierung:                                         | MFFE 701–730 91 1901–1930 | MFFE 731–734 91 1931–1934 | MFFE 735–736 91 1935–1936 | MFFE 737–738 91 1937–1938 | MFFE 739–747 91 1939–1947 | MFFE 701–736 91 1948–1950 | 91 6401-6404 |
| Anzahl:                                               | 30                        | 4                         | 2                         | 2                         | 9                         | 3                         | 6            |
| Hersteller:                                           | Henschel, O&K             | Henschel, O&K             | Henschel                  | Henschel                  | Henschel                  | O&K                       | Henschel     |
| Baujahr(e):                                           | 1907-1914                 | 1915                      | 1916                      | 1918                      | 1919/1921                 | 1922                      | 1919/1920    |
| Ausmusterung:                                         | -1967                     | -1967                     | -1967                     | -1967                     | -1967                     | -1967                     | -1967        |
| Achsformel:                                           | 1'C n2t                   | 1'C n2t                   | 1'C n2t                   | 1'C n2t                   | 1'C n2t                   | 1'C n2t                   | 1'C n2t      |
| Gattung:                                              | Gt 34.12                  | Gt 34.12                  | Gt 34.12                  | Gt 34.11                  | Gt 34.12                  | Gt 34.13                  | Gt 34.14     |
| Spurweite:                                            | 1435 mm                   | 1435 mm                   | 1435 mm                   | 1435 mm                   | 1435 mm                   | 1435 mm                   | 1435 mm      |
| Länge über Puffer:                                    | 10.375 mm                 | 10.375 mm                 | 10.375 mm                 | 10.375 mm                 | 10.375 mm                 | 10.375 mm                 | 10.800 mm    |
| Höhe:                                                 | 4150 mm                   | 4150 mm                   | 4150 mm                   | 4150 mm                   | 4150 mm                   | 4150 mm                   | 4150 mm      |
| Gesamtradstand:                                       | 5600 mm                   | 5600 mm                   | 5600 mm                   | 5600 mm                   | 5600 mm                   | 5600 mm                   | 5600 mm      |
| Leermasse:                                            | 35,68 t – 37,0 t          | 35,68 t – 37,0 t          | 36,87 t – 37,0 t          | 36,87 t – 37,0 t          | 36,87 t – 37,0 t          | 37,40 t                   |              |
| Dienstmasse:                                          | 45,24 t – 46,10 t         | 45,24 t – 46,10 t         | 46,10 t – 46,80 t         | 45,60 t                   | 46,10 t – 46,80 t         | 46,80 t                   | 52,00 t      |
| Reibungsmasse:                                        | 36,00 t – 36,10 t         | 36,00 t – 36,10 t         | 36,10 t – 36,20 t         | 35,60 t                   | 36,10 t                   | 36,60 t                   | 41,90 t      |
| Radsatzfahrmasse:                                     | 12,00 t                   | 12,00 t                   | 12,00 t – 12,07 t         | 11,80 t                   | 12,00 t – 12,07 t         | 12,20 t                   | 14,00 t      |
| Höchstgeschwindigkeit:                                | 45 km/h                   | 50 km/h                   | 50 km/h                   | 50 km/h                   | 50 km/h                   | 50 km/h                   | 45 km/h      |
| Treibraddurchmesser:                                  | 1150 mm                   | 1200 mm                   | 1200 mm                   | 1200 mm                   | 1200 mm                   | 1200 mm                   | 1150 mm      |
| Laufraddurchmesser:                                   | 800 mm                    | 800 mm                    | 800 mm                    | 800 mm                    | 800 mm                    | 800 mm                    | 800 mm       |
| Steuerungsart:                                        | Heusinger                 | Heusinger                 | Heusinger                 | Heusinger                 | Heusinger                 | Heusinger                 | Heusinger    |
| Zylinderdurchmesser:                                  | 410 mm                    | 410 mm                    | 410 mm                    | 410 mm                    | 410 mm                    | 410 mm                    | 430 mm       |
| Kolbenhub:                                            | 580 mm                    | 580 mm                    | 580 mm                    | 580 mm                    | 580 mm                    | 580 mm                    | 580 mm       |
| Kesselüberdruck:                                      | 12 bar                    | 12 bar                    | 12 bar                    | 12 bar                    | 12 bar                    | 12 bar                    | 12 bar       |
| Anzahl der Heizrohre:                                 | 173                       | 173                       | 173                       | 173                       | 173                       | 173                       | 173          |
| Heizrohrlänge:                                        | 3700 mm                   | 3700 mm                   | 3700 mm                   | 3700 mm                   | 3700 mm                   | 3700 mm                   | 4000 mm      |
| Rostfläche:                                           | 1,60 m²                   | 1,60 m²                   | 1,60 m²                   | 1,60 m²                   | 1,60 m²                   | 1,60 m²                   | 1,90 m²      |
| Strahlungsheizfläche:                                 | 7,41 m²                   | 7,41 m²                   | 7,44 m²                   | 7,44 m²                   | 7,44 m²                   | 7,44 m²                   | 8,40 m²      |
| Rohrheizfläche:                                       | 92,5 m²                   | 92,5 m²                   | 92,5 m²                   | 92,5 m²                   | 92,5 m²                   | 92,5 m²                   | 89,5 m²      |
| Verdampfungsheizfläche:                               | 99,91 m²                  | 99,91 m²                  | 99,94 m²                  | 99,94 m²                  | 99,94 m²                  | 99,94 m²                  | 97,5 m²      |
| Wasservorrat:                                         | 5,1 m³                    | 5,1 m³                    | 5,1 m³ – 5,3 m³           | 4,3 m³                    | 5,1 m³ – 5,3 m³           | 5,6 m³                    | 6 m³         |
| Brennstoffvorrat:                                     | 1,5 t Kohle               | 1,5 t Kohle               | 1,5 t Kohle               | 1,5 t Kohle               | 1,5 t Kohle               | 1,5 t Kohle               | 2 t Kohle    |
| Die technischen Angaben differieren in der Literatur. |                           |                           |                           |                           |                           |                           |              |